# Liste der Kulturdenkmäler in Platten (bei Wittlich)
In der Liste der Kulturdenkmäler in Platten sind alle Kulturdenkmäler der rheinland-pfälzischen Ortsgemeinde Platten aufgeführt. Grundlage ist die Denkmalliste des Landes Rheinland-Pfalz (Stand: 10. August 2023).

## Einzeldenkmäler
| Bezeichnung                        | Lage                                             | Baujahr                            | Beschreibung                                                                              | Bild            |
| ---------------------------------- | ------------------------------------------------ | ---------------------------------- | ----------------------------------------------------------------------------------------- | --------------- |
| Brunnen                            | Bergstraße, Ecke Trierer Straße Lage             | 19. Jahrhundert                    | Laufbrunnen, klassizistisch, 19. Jahrhundert                                              | BW              |
| Wegekreuz                          | Bergstraße, Ecke Trierer Straße Lage             | 1847                               | Wegekreuz, Rotsandstein, bezeichnet 1847                                                  | Fotos hochladen |
| Wegekapelle                        | Lieserstraße, Ecke Wahlholzerstraße Lage         | spätes 19. Jahrhundert             | kleiner Schieferbau, Sandsteinfront, spätes 19. Jahrhundert, Pietà                        | BW              |
| Wegekreuz                          | Lieserstraße, Ecke Wahlholzerstraße Lage         | 1833                               | Wegekreuz, bezeichnet 1833, Abschlusskreuz bezeichnet 1851                                | BW              |
| Wegekreuz                          | Lindenstraße, bei Nr. 1 Lage                     | 1815                               | Schaftkreuz, bezeichnet 1815                                                              | BW              |
| Katholische Pfarrkirche St. Martin | Martinsweg 7 Lage                                | 1791                               | Saalbau, angeblich von 1791, erweitert 1922/24, Turmobergeschoss 1845 erneuert, Helm 1910 | BW              |
| Kreuz                              | Martinsweg, bei Nr. 7 neben dem Eingang Lage     | 1690                               | Schaftkreuz, bezeichnet 1690                                                              | Fotos hochladen |
| Kreuz                              | Martinsweg, bei Nr. 7 westlich des Eingangs Lage | zweite Hälfte des 19. Jahrhunderts | neugotisches Kreuz, nach der Mitte des 19. Jahrhunderts                                   | BW              |
| Brunnen                            | Trierer Straße, bei Nr. 15 Lage                  | 19. Jahrhundert                    | Laufbrunnen, 19. Jahrhundert                                                              | BW              |
| Relief                             | südöstlich des Ortes in einer Wegekapelle Lage   | 1860                               | Pietàrelief, bezeichnet 1860                                                              | BW              |
| Kreuzweg                           | südöstlich des Ortes Lage                        | 1897                               | 14 neugotische Kreuzwegstationen, Bruchstein, bezeichnet 1897                             | BW              |